# Araeopteron pleurotypa
Araeopteron pleurotypa là một loài bướm đêm trong họ Erebidae.